# The Wake (comics)
The Wake est un comics dessiné par Sean Murphy et écrit par Scott Snyder. Publié en une mini-série de dix comic books par Vertigo entre juin 2013 et juillet 2014, le récit est édité en album relié en novembre 2014. La version française sort en janvier 2015 aux éditions Urban Comics.

## Synopsis
The Wake raconte l'histoire de Lee Archer, une biologiste spécialiste du monde marin contactée par le département de la Sécurité intérieure des États-Unis à la suite de l'émergence d'une menace inconnue dans les eaux à proximité du cercle polaire.

## Prix et récompenses
- 2014 : Prix Eisner de la meilleure mini-série